# Henry Johansen
Henry "Tippen" Johansen (Oslo, 21 de julho de 1904 - Oslo, 29 de maio de 1988) foi um futebolista e treinador norueguês, medalhista olímpico.

## Carreira
Henry Johansen fez parte do elenco medalha de bronze, nos Jogos Olímpicos de 1936. Foi jogador e treinador do Vålerenga.